# 安海县
安海县（1919年10月12日—1920年9月）是中华民国大陆时期福建省的一个县，县治安海镇。
1917年，以许卓然为司令的闽南靖国军第二路军进驻晋江县安海镇。1919年4月5日，许卓然部在安海设立晋南同政务处；同年10月12日，改晋南同政务处为安海县，以林学增为县长，县署设于奎光阁。安海县的辖区北至泉州城南顺济桥，南至南安县水头返头乡，东至大海，西至南安县溪尾双溪口。1920年1月21日，安海县与南安县重新划分辖区，以官桥以北归南安县，官桥及其以南的大盈、莲河等地归安海县；3月底，粤军进驻安海，许卓然部撤离；4月6日，进驻安海的粤军委任姚承魁为安海县知事；9月，粤军退出安海，北洋陆军第十混成旅第二团台永生部入驻。粤军撤离后，安海县被撤销，其地复归晋江县、南安县管辖。